# 민심
민심(民心)은 백성의 마음이라는 뜻이다. 
왕조 국가 시대에도 민심은 중요했다. 귀족층 정치인들도 민심을 정치 사상의 하나로 여겼다. 
현대 사회에서도 민심은 중요한 요소가 되었고 엘리트 정치인의 포퓰리즘 정책들이 일반 민중들을 상대로 운영되며 국가가 통치되고 있다.